# 히로사키번
히로사키 번(일본어: 弘前藩 히로사키한[*])은 일본 에도 시대의 번으로, 무쓰국에 있었다. 번주는 쓰가루 가문으로 도자마 다이묘이다. 이 때문에 히로사키 번은 쓰가루번(津軽藩)으로도 불리나 어디까지나 통칭이지 정식 명칭은 아니다. 번청(藩廳)은 히로사키성이다.

## 번의 역사
1590년 쓰가루 다메노부가 도요토미 히데요시의 오다와라 정벌에 참여하면서, 히데요시로부터 영지를 안도(安堵)받았다. 이는 당시 난부 가문의 내부 혼란을 틈타 모리오카번으로부터 독립한 것으로, 이로 인해 두 번의 사이가 나빠지게 되었다. 처음에는 4만 7천 석을 공인받았으나, 막부가 에조치를 직할함에 따라 에조치의 경비를 담당하면서 1808년에는 10만 석으로 고쿠다카가 증가하였다. 1871년, 히로사키 현이 되었고, 이후 아오모리현에 편입되었다.
지번(支藩)으로 구로이시번이 있다.

## 역대 번주(藩主)
1. 쓰가루 다메노부(津軽為信)(재위 1590년 ~ 1607년)
2. 쓰가루 노부히라(津軽信枚)(재위 1607년 ~ 1631년)
3. 쓰가루 노부요시(津軽信義)(재위 1631년 ~ 1655년)
4. 쓰가루 노부마사(津軽信政)(재위 1655년 ~ 1710년)
5. 쓰가루 노부히사(津軽信寿)(재위 1710년 ~ 1731년)
6. 쓰가루 노부아키(津軽信著)(재위 1731년 ~ 1744년)
7. 쓰가루 노부야스(津軽信寧)(재위 1744년 ~ 1784년)
8. 쓰가루 노부아키라(津軽信明)(재위 1784년 ~ 1791년)
9. 쓰가루 야스치카(津軽寧親)(재위 1791년 ~ 1825년)
10. 쓰가루 노부유키(津軽信順)(재위 1825년 ~ 1839년)
11. 쓰가루 유키쓰구(津軽順承)(재위 1839년 ~ 1859년)
12. 쓰가루 쓰구아키라(津軽承昭)(재위 1859년 ~ 1871년)